# Garunglor
Garunglor is een bestuurslaag in het regentschap Wonosobo van de provincie Midden-Java, Indonesië. Garunglor telt 2044 inwoners (volkstelling 2010).